# دهستان لاریجان سفلی
لاریجان سفلی، دهستانی است از توابع بخش لاریجان شهرستان آمل در استان مازندران ایران.

## جمعیت
براساس سرشماری سال ۱۳۸۵جمعیت آن ۲۸۶۳ نفر (۸۸۴ خانوار) بوده‌است.